# 大鱗長鱸
大鱗長鱸，為輻鰭魚綱鱸形目鱸亞目鮨科的其中一種，分布於東太平洋的加利福尼亞灣海域，棲息深度120-250公尺，體長可達14.3公分，為底棲性魚類，屬肉食性，生活習性不明。

## 擴展閱讀
維基物種上的相關：大鱗長鱸